# Шнелл, Дилейни
Дилейни Шнелл (англ. Delaney Schnell; род. 21 декабря 1998, Iron Mountain, Мичиган) — американская прыгунья в воду, бронзовый призёр чемпионата мира 2019 года, член сборной США по прыжкам в воду. Серебряный призёр Олимпийских игр 2020 в Токио.

## Биография
Дилейни Шнелл родилась в 1998 году, проживает и тренируется в Тусоне, штат Аризона.
Её международный дебют пришёлся на Панамериканские игры 2015 года в Торонто. Тогда Шнелл заняла восьмое место в прыжках с 10-метровой вышки, а в синхронных прыжках с 10-метровой вышки она вместе Самантой Бромберг оказалась на итоговом четвёртом месте.
На Чемпионате мира в 2017 году в Будапеште она финишировала 27-й в прыжках с 10-метровой вышки.
На чемпионате мира в Кванджу завоевала бронзовую медаль в прыжках с 10-метровой вышки, набрав сумму 364,20 баллов и уступила только двум китайским спортсменкам.